# Lake McDonald
Lake McDonald est une localité américaine du comté de Flathead, dans le Montana. Située sur les bords du lac McDonald, elle est protégée au sein du parc national de Glacier. Elle accueille notamment le Lake McDonald Lodge et le Lake McDonald Lodge Coffee Shop.